# Szigetszentmiklós megállóhely
Szigetszentmiklós megállóhely egy HÉV-megállóhely, melyet a MÁV-HÉV Helyiérdekű Vasút Zrt. (MÁV-HÉV) üzemeltet Szigetszentmiklós településen. A városközpont keleti szélén helyezkedik el, közúti elérését csak önkormányzati utak biztosítják.

## Forgalom
| Járat | Útvonal | Gyakoriság       |
| ----- | --- | ---------------- |
|       | Budapest, Közvágóhíd – (Kén utca –) Pesterzsébet felső – Torontál utca – Soroksár felső – Soroksár, Hősök tere – Szent István utca – Millenniumtelep – Dunaharaszti felső – Dunaharaszti külső – Szigetszentmiklós – József Attila-telep – Szigetszentmiklós alsó – Szigetszentmiklós-Gyártelep – Szigethalom – Szigethalom alsó – Tököl                                                                                             | 20-60 percenként |
|       | Budapest, Közvágóhíd – (Kén utca –) Pesterzsébet felső – Torontál utca – Soroksár felső – Soroksár, Hősök tere – Szent István utca – Millenniumtelep – Dunaharaszti felső – Dunaharaszti külső – Szigetszentmiklós – József Attila-telep – (Szigetszentmiklós alsó –) Szigetszentmiklós-Gyártelep – Szigethalom – Szigethalom alsó – Tököl – Szigetcsép – Szigetszentmárton-Szigetújfalu – (Horgásztanyák – Angyalisziget –) Ráckeve | 20-60 percenként |

## Megközelítés tömegközlekedéssel
- Busz:  238, 280, 280B
- Elővárosi busz:  673, 674, 678